# چال‌آب - نفت داشلاری
چال‌آب - نفت داشلاری (به لاتین: Çilov-Neft Daşları) یک ناحیه اداری در جمهوری آذربایجان است که از توابع پیراللهی رایون در شهر باکو واقع شده است. این ناحیه ۱۷۹۷ نفر جمعیت دارد.